# B'z LIVE-GYM 2019 -Whole Lotta NEW LOVE-
《B'z LIVE-GYM 2019 -Whole Lotta NEW LOVE-》是日本音樂組合B'z的影像作品。以DVD和Blu-ray Disc形式發售。

## 概要
自舉行於2019年6月8日至9月10日的巡迴演唱會『B'z LIVE-GYM 2019 -Whole Lotta NEW LOVE-』中，完整收錄了7月31日的埼玉超級競技場公演模樣。此外，作為Bonus Track影像，另收錄了於7月30日在同一會場上演奏的3首每日替換曲，與由巡演摘要編輯而成的本作原創的。
由於「作為一個樂團必須不斷求變」這樣的成員意向，而成為了自『B'z LIVE-GYM '98 "SURVIVE"』以來支援樂手全體換新的巡演。
此外，舉行於7月6日的本巡迴演唱會中的大阪城音樂廳公演，成為了B'z的總計第1000場演唱會。
在附屬小冊子中刊登了的歌詞，但未登載除此之外的樂曲歌詞。

## 演奏

### 成員
- 松本孝弘：吉他、製作人
- 稻葉浩志：主唱、藍調口琴

### 支援樂手
- Brian Tichy（英语：Brian Tichy）：爵士鼓
- Yukihide "YT" Takiyama（日语：Yukihide "YT" Takiyama）：吉他
- Mohini Dey（日语：モヒニ・デイ） ：貝斯
- Sam Pomanti（日语：サム・ポマンティ）：鍵盤

## 收錄内容

### Bonus Track
收錄了在2019年7月30日的埼玉超級競技場公演上的演奏。

## 脚注

### 出典
1. 1 2  . ORICON NEWS (Oricon). 2020-03-05  [2020-03-05]. （原始内容存档于2020-03-26）.
2. ↑  . ORICON NEWS. Oricon.   [2020-03-05]. （原始内容存档于2020-04-10）.
3. ↑  . 音樂Natalie (株式會社Natasha). 2020-01-17  [2020-01-17]. （原始内容存档于2020-01-17）.
4. ↑  . BARKS (JAPAN MUSIC NETWORK株式會社). 2020-01-17  [2020-01-17]. （原始内容存档于2020-02-20）.
5. ↑  . rockin'on (株式会社rockin'on). 2020-01-17  [2020-01-17]. （原始内容存档于2020-02-06）.
6. ↑  . TOWER RECORDS ONLINE (淘兒唱片株式會社). 2020-01-17  [2020-01-17]. （原始内容存档于2020-02-06）.
7. ↑  . BARKS (JAPAN MUSIC NETWORK株式會社). 2019-05-29  [2020-04-17]. （原始内容存档于2019-06-11）.
8. ↑  B'z於Facebook.
9. ↑  . MusicVoice. 2019-07-06  [2020-04-14]. （原始内容存档于2019-07-17）.
10. ↑  . 女性自身. 2019-07-10  [2020-04-14]. （原始内容存档于2020-07-11）.